# Viriato, 5
Viriato, 5 é um edifício residencial localizado na Rua Viriato, n.º 5, na freguesia das Avenidas Novas, Lisboa.

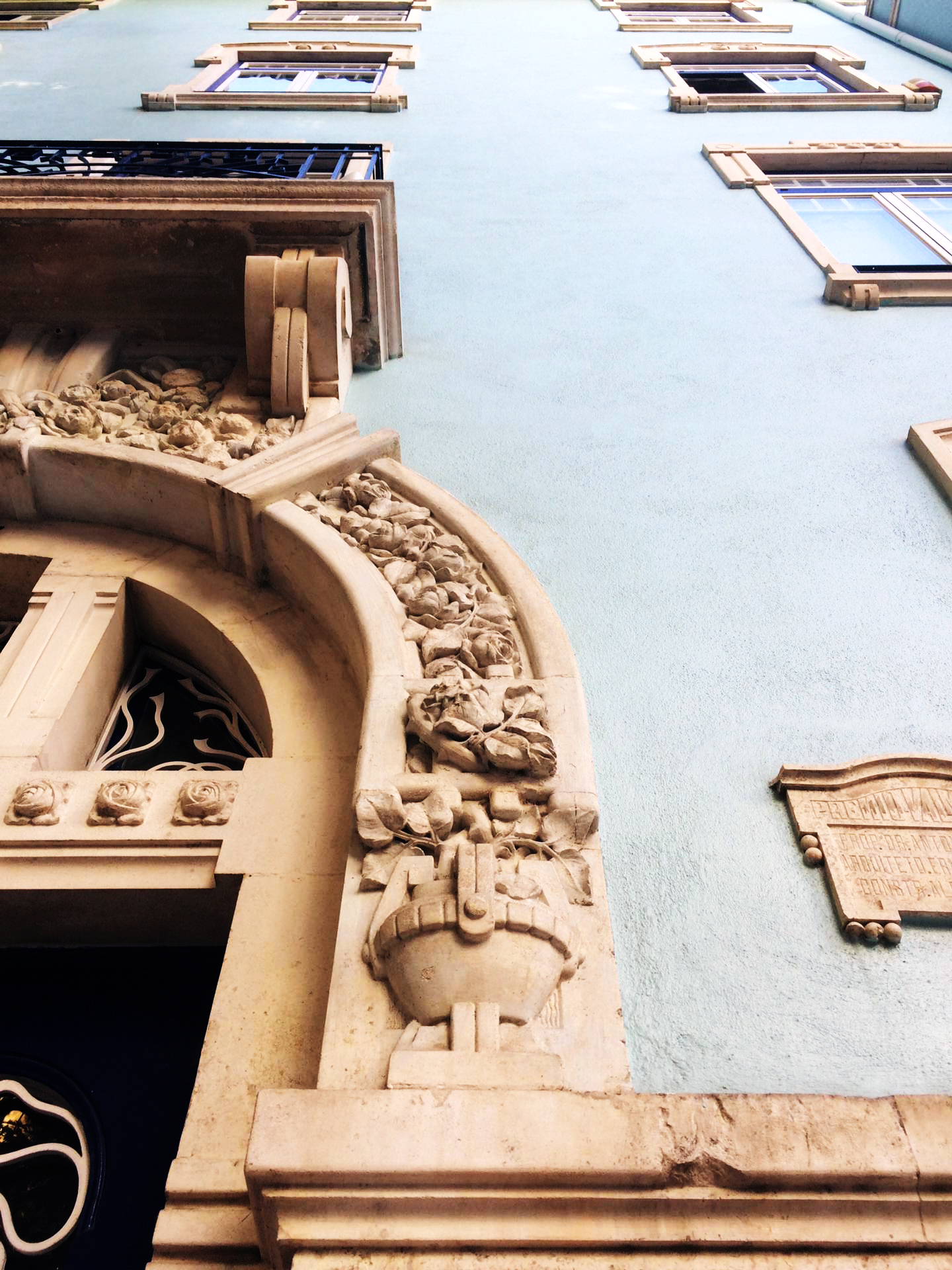
Pormenor do edifício, prémio Valmor em 1917

Propriedade de António Caetano Macieira Júnior, foi construído em 1917 com projecto do arquiteto Ernesto Korrodi, tendo-lhe sido atribuído o prémio Valmor desse ano.

## Ver Também
- Prémio Valmor
- Ernesto Korrodi
- Arte Nova em Portugal
- Ecletismo em Portugal